# Fliegerkorps
Fliegerkorps foi um termo alemão para denominar um corpo aéreo. Os corpos aéreos, por sua vez, eram subdivisões de uma determinada Luftflotte. Cada Fliegerkorps tinha entre 300 a 700 aeronaves de todos os tipos.